# Marcel Lequesne
Marcel Lequesne, né le 31 janvier 1911 à Oissel et mort le 26 avril 2007 au Mesnil-Esnard,, est un arbitre français de football des années 1950. Il vivait à Rouen.

## Carrière
Il officie dans des compétitions majeures : 
- Coupe Charles Drago 1956 (finale)
- Coupe Latine de football 1957 (finale)
- Coupe de France de football 1959-1960 (finale)